# Gerhard Schwarz (Physiker)

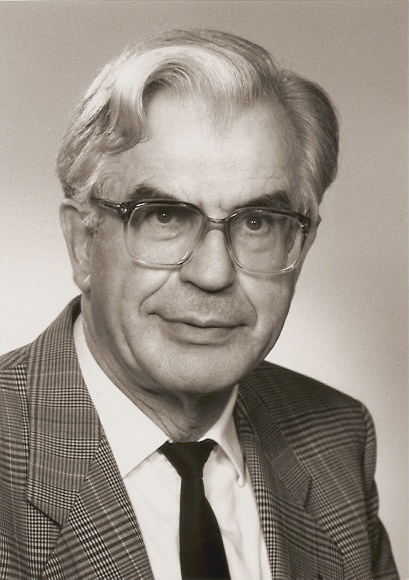
Gerhard Schwarz (1989)

Gerhard Schwarz (* 3. Februar 1930 in Bremen; † 16. Januar 2015) war ein deutscher Physiker und Mitbegründer des Biozentrums der Universität Basel.

## Leben
Gerhard Schwarz studierte von 1950 bis 1955 an der Georg-August-Universität in Göttingen, wo er 1958 in der Gruppe des späteren Nobelpreisträgers Manfred Eigen promovierte. Unterbrochen von einem Aufenthalt als Postdoktorand von 1960 bis 1962 an der University of Pennsylvania setzte er seine Arbeit in Eigens Arbeitsgruppe am Max-Planck-Institut für biophysikalische Chemie bis 1969 fort. Nach seiner Habilitation 1968 an der Technischen Universität Braunschweig wurde er 1969 auf den Lehrstuhl für Biophysikalische Chemie am Biozentrum der Universität Basel berufen. Schwarz wurde im Jahr 2000 emeritiert.

## Wirken
Während seiner langjährigen Forschungstätigkeit untersuchte Schwarz die molekulare Wirkungsweise membranaktiver Stoffe. Dabei interessierten ihn insbesondere die auf physikalisch-chemischen Prinzipien beruhenden Wechselwirkungen von Peptiden und Proteinen mit Lipidmembranen. Ein wichtiger Schwerpunkt in Gerhard Schwarz Forschung war dabei die Entwicklung kinetischer Messverfahren zur Untersuchung schneller chemischer Prozesse. Weiterhin entwickelte Schwarz eine Methode, den sogenannten „mass conservation plot“ Ansatz, mit denen sich Bindungsisothermen modellfrei analysieren und thermodynamische Vorgänge aufklären lassen. Seine Arbeiten lieferten bedeutende Erkenntnisse über molekulare Mechanismen verschiedener Membranfunktionen wie beispielsweise Verteilungsgleichgewichte, Porenbildung, Antibiotika-Permeation oder Bindungsstudien.

## Auszeichnungen
- 1967: Nernst-Haber-Bodenstein-Preis der Deutschen Bunsen-Gesellschaft für Physikalische Chemie[6]
- 1994: Boris-Rajewsky-Preis für Biophysik (Max-Planck-Institut, Frankfurt)

## Publikationen
- mit Jürgen Engel: Kinetik kooperativer Konformationsumwandlungen von linearen Biopolymeren. In: Angewandte Chemie. Volume 84, Issue 13, 1972, S. 615–623, doi:10.1002/ange.19720841303
- mit S. Stankowski Lipid dependence of peptide-membrane interactions. Bilayer affinity and aggregation of the peptide alamethicin. In: FEBS Lett. 250, 1989, S. 556–560.
- mit U. Blochmann: Association of the wasp venom peptide mastoparan with electrically neutral lipid vesicles. Salt effects on partitioning and conformational state. In: FEBS Lett. 318, 1993, S. 172–176.
- mit SE Taylor: The molecular area characteristics of the HIV-1 gp41-fusion peptide at the air/water interface. Effect of pH. In: Biochim Biophys Acta. 1326, 1997, S. 257–264.
- mit N. Hellmann: Peptide-liposome association. A critical examination with mastoparan X. In: Biochim. Biophys. Acta. 1998, S. 267–277.
- A universal thermodynamic approach to analyze biomolecular binding experiments. In: Biophys. Chem. 86, 2000, S. 119–129.